# Jimmy Brady (water-polo)
 (janvier 2023).
Pour les articles homonymes, voir Jimmy Brady et Brady.
James (Jimmy) S. Brady (1891-21 février 1976) est un joueur irlandais de water-polo. Il participe au tournoi masculin lors des Jeux olympiques d'été de 1924 de Paris.